# ویکرم سموت

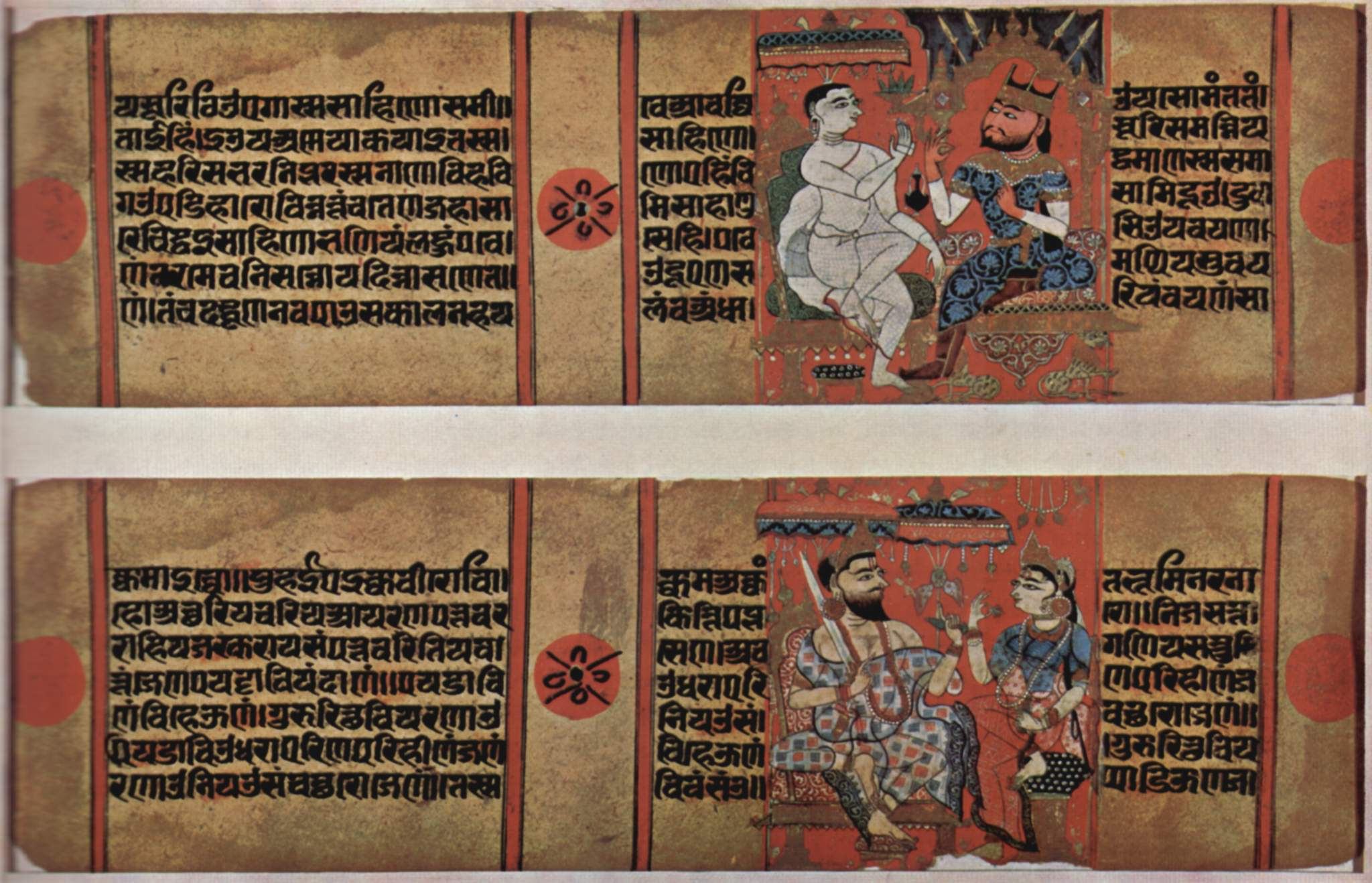
صفحه ای از ویکرم سموت

ویکرَم سموَت یا بیکرَم سموَت (به هندی: विक्रम संवत्) یک تقویم هندی است که توسط ویکرمادیتیا امپراتور هندی بنا نهاده شده‌است. این گاهشماری در هند رایج است و در بنگلادش و نپال گاهشماری رسمی است.

## تاریخچه
ویکرم‌سموت به این دلیل مشهور است که بسیاری از متون باستانی و میانه از آن استفاده کرده‌اند ولی نه با نام ویکرما سموت بلکه این نام تنها پس از سده نهم ظهور پیدا کرده‌است. برای این تقویم از نام‌های دیگری همچون کریتا و مالاوا استفاده شده‌است.

### افسانه‌های ویکرمادیتیا
بر طبق یک سنت محبوب پس از آنکه پادشاه افسانه‌ای ویکرمادیتیا که در اوجائین اقامت داشت موفق شد ساکاها رو شکست دهد، دوره جدیدی به نام ویکرم سموت را بنا نهاد.

## فرهنگ
سال نوی باستانی ویکرم سموت یکی از جشن‌های نپال است. از ویژگی‌های آن دورهمی‌های خانوادگی و گروهی، آرزوهای خوب برای یکدیگر، شرکت در مراسم‌ها به امید نیک‌بخت شدن در سال جدید است.

## محبوبیت
ویکرم‌سموت یک تقویم قدیمی است و از قدیم توسط هندوها و سیک‌ها استفاده شده‌است.

## سیستم تقویم
ویکرم سموت از نظر طراحی مفهومی شبیه تقویم یهودی است. بوداییان در هند در ابتدا از تقویم باستانی هندی و سپس از تقویم ویکرم‌سموت استفاده کردند ولی پس از آن از گاه‌شماری بودایی استفاده کردند.